# Memorias de una superviviente
Memorias de una Superviviente (en inglés, Memoirs of a Survivor) es una novela distópica de la escritora británica-zimbabuense y Premio Nobel de Literatura Doris Lessing, que se publicó en 1974. Lessing dedicó el libro a su hijo Peter.

## Argumento
El desastre que generó la crisis de la sociedad descrita en la novela nunca se conoce. Narrada en primera persona por una mujer adulta, la historia se centra en cómo las personas retoman costumbres que se creían parte del pasado, debido a la falta de servicios básicos y la escasez de alimentos y vestimenta. Ya no hay un orden o fundamento ideológico que sustente una sociedad unida, solo supervivientes que velan por su bienestar sobre el de los demás. Se forman organizaciones tribales y pandillas, en las que sus miembros deben acatar las reglas establecidas si quieren la protección del grupo. Al apartamento de la narradora, llega un hombre que trae a Emily, una niña que esta iniciando su etapa de adolescente, con su mascota Hugo, un gato que luce como un perro. La llegada de Emily le otorga a la narradora un propósito adicional al de vivir: cuidar de ella. A partir de entonces, la historia se enfoca en la relación entre Emily y la mujer que le dio refugio. Eventualmente Emily se enamora de Gerald, el líder de una tribu de jóvenes que buscan sobrevivir. 
Tras una de las paredes de la sala de su apartamento, que en el «espacio real» da un pasillo, hay un «espacio imaginario» al que la narradora ingresa, en el que se encuentra con cuartos de diferentes formas y tamaños. Durante esas incursiones «conoce» aspectos de la infancia de Emily, marcada por la indiferencia de sus padres. 